# María Pilar Izquierdo Albero
María Pilar Izquierdo Albero, O.M.J.M. (27. července 1906, Zaragoza – 27. srpna 1945, San Sebastián) byla španělská římskokatolická řeholnice, zakladatelka a členka kongregace Misijního díla Ježíše a Marie. Katolická církev ji uctívá jako blahoslavenou.

## Život
Narodila se dne 27. července 1906 v Zaragoze jako třetí z pěti dětí. Pokřtěna byla 5. srpna 1906. Již v dětství toužila po řeholním životě.
Nenavštěvovala školu, a proto se v dětství nikdy nenaučila číst ani psát. Mezi lety 1918–1920 trpěla závažnou nemocí a téměř po celou tuto dobu byla upoutána na lůžko. Během nemoci žila v Alfaménu. Po uzdravení se začala pracovat ve skladu obuvi, aby podpořila finanční situaci svých rodičů. V roce 1926, při návratu domů z práce, spadla z tramvaje a zlomila si pánev. Roku 1927 ochrnula a oslepla kvůli utvoření cyst v jejím těle.
Během španělské občanské války se její dům stal útočištěm pronásledovaných křesťanů. V té době pojala myšlenku založení nové ženské řeholní kongregace s misijním posláním, avšak kvůli politické situaci s plánem musela sečkat. Mezi tím však začala shromažďovat komunitu sester, ze kterých by později kongregace vznikla.
Dne 8. prosince 1939, na svátek Neposkvrněného početí, byla náhle vyléčena ze své slepoty a ochrnutí, což připisovala přímluvě Panny Marie. Dne 16. listopadu 1939 formálně kongregaci Misijního díla Ježíše a Marie založila.
Odcestovala do Madridu, aby jí založenou kongregaci rozšiřovala. Místní biskup jí však načas zakázal vykonávat svůj apoštolát, což trvalo až do roku 1942, kdy byla její kongregace schválena.
V roce 1944 znovu onemocněla a 9. listopadu téhož roku cestovala do San Sebastiána, avšak při autonehodě na zasněžené silnici si zlomila nohu.
Zemřela na zhoubný nádor dne 27. srpna 1945 v San Sebastiánu. Její ostatky jsou uloženy v kapli mateřského domu jí založené kongregace v Logroño.

## Úcta
Její beatifikační proces započal dne 16. dubna 1986, čímž obdržela titul služebnice Boží. Dne 18. prosince 2000 ji papež sv. Jan Pavel II. podepsáním dekretu o jejích hrdinských ctnostech prohlásil za ctihodnou. Dne 7. července 2001 byl uznán zázrak na její přímluvu, potřebný pro její blahořečení.
Blahořečena pak byla dne 4. listopadu 2001 na Svatopetrském náměstí papežem sv. Janem Pavlem II.
Její památka je připomínána 27. srpna. Bývá zobrazována v řeholním oděvu. Je patronkou jí založené kongregace.